# Дієвський сільський округ
Ді́євський сільський округ (каз. Диев ауылдық округі, рос. Диевский сельский округ) — адміністративна одиниця у складі Аулієкольського району Костанайської області Казахстану. Адміністративний центр — село Дієвка.
Населення — 1890 осіб (2021; 3499 у 2009, 6027 у 1999, 7818 у 1989).
Станом на 1989 рік існували Дієвська сільська рада (село Дієвка, селища Косколь, Ушкарасу), Косагальська сільська рада (селища Косагал, Шакіровка) та Шобанкольська сільська рада (селище Шобанколь). 28 серпня 1998 року Шобанкольська сільська адміністрація перейменовано в сільську адміністрацію імені Кабідолли Тургумбаєва. 2019 року до складу Дієвського сільського округу була включена територія ліквідованих сільської адміністрації імені Кабідолли Тургумбаєва та Косагальської сільської адміністрації.

## Склад
До складу округу входять такі населені пункти:
| Населений пункт                   | Старі назви | Населення, осіб (1989) | Населення, осіб (1999) | Населення, осіб (2009) | Населення, осіб (2021) |
| --------------------------------- | ----------- | ---------------------- | ---------------------- | ---------------------- | ---------------------- |
| Дієвка, село                      | Мирзаколь   | 2280                   | 2079                   | 2018                   | 1466                   |
| імені Кабідолли Тургумбаєва, село | Шобанколь   | 2644                   | 1640                   | 482                    | 123                    |
| Косагал, село                     | -           | 1765                   | 1364                   | 425                    | 104                    |
| Косколь, село                     | -           | 316                    | 262                    | 116                    | 24                     |
| Ушкарасу, село                    | -           | 722                    | 682                    | 458                    | 173                    |
| Шакіровка, село                   | -           | 91                     | 0                      | -                      | -                      |